# Sandro Sussi
Alessandro Sussi detto Sandro (Milano, 29 settembre 1963 – Genova, 10 dicembre 2015) è stato un artista lighting designer italiano di teatro.

## Biografia
Iniziò l'attività presso il Teatro Stabile di Genova in qualità di tecnico delle luci nella stagione 1979-1980, collaborando a numerosi allestimenti con le medesime mansioni. Nel corso degli anni arrivò a disegnare le luci per gli spettacoli di registi come Benno Besson, Andrej Končalovskij, Bob Wilson, Matthias Langhoff, Lluís Pasqual, Marco Sciaccaluga, Luca Ronconi. Partecipò inoltre a manifestazioni quali Festival di Spoleto, Rossini Opera Festival, Biennale Teatro Venezia, Kunstfest Weimar. Dal 2000 in poi fu direttore degli allestimenti presso il Teatro Stabile di Genova. Morì improvvisamente il 10 dicembre 2015, all'età di 52 anni.

## Teatro
- TSE The waste land da T. S. Eliot, regia di Robert Wilson (1994) – assistente alle luci
- Lucia di Lammermoor di Gaetano Donizetti, regia di Raffaele Esposito (1996)
- Don Giovanni di Mozart, regia di Filippo Crivelli (1996)
- Le false confidenze di Marivaux, regia di Marco Sciaccaluga (1998)
- Lady from the sea di Susan Sontag da Henrik Ibsen, regia di Robert Wilson (1998) – assistente alle luci
- Fedra di Jean Racine, regia di Marco Sciaccaluga (1999)
- La bohème di Giacomo Puccini, regia di Adriana Monti (1999)
- Arianna in Nasso di Nicola Porpora, regia di Gasparon (1999)
- Hamlet di Ambroise Thomas, regia di Robert Wilson (2000)
- DDD The Days Before, regia di Robert Wilson (2000)
- Perséphone di Igor' Stravinskij, regia di Robert Wilson (2000) – assistente alle luci
- Sei personaggi.com, un travestimento pirandelliano di Edoardo Sanguineti, regia di Andrea Liberovici (2001)
- Tre variazioni della vita di Yasmina Reza, regia di Piero Maccarinelli (2001)
- Schweyk nella seconda guerra mondiale di Bertolt Brecht, regia di Jurij Ferrini (2001)
- Madre Coraggio e i suoi figli di Bertolt Brecht, regia di Marco Sciaccaluga (2002)
- Pentesilea di Heinrich von Kleist, regia di Peter Stein (2002) – assistente alle luci
- Lotta di negro e cani di Koltès, regia di Langhoff (2003)
- Filottete di Müller, regia di Langhoff (2003)
- La Centaura di Giovan Battista Andreini, regia di Luca Ronconi (2004)
- Candido di Andrea Liberovici e Aldo Nove, regia di Andrea Liberovici (2004)
- L'alchimista di Ben Jonson, regia di Jurij Ferrini (2004)
- Il tenente di Inishmore di Martin McDonagh, regia di Marco Sciaccaluga (2004)
- Vita di Galileo Galilei di Bertolt Brecht, regia di Massimo Mesciulam, Alberto Giusta (2004)
- Urfaust di Goethe, regia di Andrea Liberovici (2005)
- Morte di un commesso viaggiatore di Arthur Miller, regia di Marco Sciaccaluga (2005)
- L'illusione comica di Pierre Corneille, regia di Marco Sciaccaluga (2005)
- Galois di Luca Viganò, regia di Marco Sciaccaluga (2005)
- Enrico IV di William Shakespeare, regia di Massimo Mesciulam (2006)
- Mandragola di Niccolò Machiavelli, regia di Marco Sciaccaluga (2006)
- La chiusa di Conor McPherson, regia di Valerio Binasco (2006)
- Holy Day di Bovell, regia di Marco Sciaccaluga (2006)
- Mercator di Plauto, regia di Marco Sciaccaluga, Massimo Mesciulam (2006)
- Lo zoo di vetro di Tennessee Williams, regia di Andrea Liberovici (2006)
- Breaking The Code di Hugh Whitemore, regia di Luca Giberti (2006)
- India di Baronti, regia di Santagata (2007)
- La famiglia dell'antiquario di Carlo Goldoni, regia di Pasqual (2007)
- Svet. La luce splende nelle tenebre, regia di Marco Sciaccaluga (2007)
- Re Lear di William Shakespeare, regia di Marco Sciaccaluga (2008)
- Polvere alla Polvere alla polvere di George Farquhar, regia di Flavio Parenti (2008)
- L'agente segreto di Joseph Conrad, regia di Marco Sciaccaluga (2008)
- Il castello da Franz Kafka, regia di Massimo Mesciulam (2008)
- Aspettando Godot di Samuel Samuel Beckett, regia di Marco Sciaccaluga (2009)
- La bottega del caffè di Carlo Goldoni, regia di Antonio Zavatteri (2009)
- A corpo morto di Vittorio Franceschi, regia di Marco Sciaccaluga (2009)
- La musica è infinita di Gian Piero Alloisio e Umberto Bindi, regia di Andrea Liberovici (2010)
- Misura per misura di William Shakespeare, regia di Marco Sciaccaluga (2010)
- Il dolore di Marguerite Duras, regia di Luconi (2010)
- Esuli di James Joyce, regia di Marco Sciaccaluga (2010)
- Le tre sorelle "in prova" di Anton Cechov, regia di Massimo Mesciulam (2010)
- L'ultima notte di Augias e Polchi, regia di Andrea Liberovici (2011)
- La Moscheta di Ruzante, regia di Marco Sciaccaluga (2011)
- Questa immensa notte di Moss, regia di Marco Sicignano (2011)
- Don Giovanni di Molière, regia di Antonio Zavatteri (2011)
- Nora alla prova di Henrik Ibsen, regia di Luca Ronconi (2011)
- Operetta in nero di e regia di Antonio Liberovici (2011)
- Il ritorno a casa di Harold Pinter, regia di Marco Sciaccaluga (2011)
- Girotondo di Arthur Schnitzler, regia di Massimo Mesciulam (2011)
- Edipo re di Sofocle, regia di Marco Sciaccaluga (2012)
- Molto rumore per nulla di William Shakespeare, regia di Alberto Giusta (2012)
- MariaElisabetta nate regine di Guaiana, regia di Galantini, Giuliani (2012)
- Ciò che vide il maggiordomo di Orton, regia di Giorgio Gallione (2012)
- Macbeth di William Shakespeare, regia di Massimo Mesciulam (2012)
- La scuola delle mogli di Molière, regia di Marco Sciaccaluga (2012)
- La bisbetica domata di William Shakespeare, regia di Andrej Konchalovskij (2013)
- Il gioco dei re di Luca Viganò, regia di Marco Sciaccaluga (2013)
- Poker di Marber, regia di Antonio Zavatteri (2013)
- I ragazzi irresistibili di Neil Simon, regia di Marco Sciaccaluga (2013)
- The Pillowman di Martin McDonagh, regia di Carlo Sciaccaluga (2013)
- La nonna di Pietro Cossa, regia di Giorgio Gallione (2013)
- Sogno di una notte di mezza estate di William Shakespeare, regia di Massimo Mesciulam (2013)
- Amadeus di Peter Shaffer (2014)
- Il contrabbasso di Patrick Süskind, regia di Luca Giberti (2014)
- Cyrano de Bergerac di Edmond Rostand, regia di Matteo Alfonso, Carlo Sciaccaluga (2014)
- Il sindaco del rione Sanità di Eduardo De Filippo, regia di Marco Sciaccaluga (2014)
- Il tartufo di Molière, regia di Marco Sciaccaluga (2014)
- Otello di William Shakespeare, regia di Carlo Sciaccaluga (2015)
- Con l'amore non si scherza di Marivaux, regia di Massimo Mesciulam (2015)
- Il matrimonio del signor Mississippi di Friedrich Dürrenmatt, regia di Marco Sciaccaluga (2015)